# الدوري الفنزويلي الممتاز 2013–14
الدوري الفنزويلي الممتاز 2013–14 (بالإسبانية: Primera División Venezolana 2013-14)‏ هو الموسم 94 من الدوري الفنزويلي الممتاز. كان عدد الأندية المشاركة فيه 18، وفاز فيه نادي زامورا.